# Challenges and Issues of Modern Science
Challenges and Issues of Modern Science (неофіційна назва, укр. Виклики та проблеми сучасної науки; скорочена ключова назва: Chall. issue mod. sci.; паралельна назва: CIMS; онлайн ISSN 3083-5704) — є рецензованим науковим виданням відкритого доступу, що публікується Дніпровським національним університетом імені Олеся Гончара.
Рішенням № 2633 Національної ради України з питань телебачення і радіомовлення від 29 серпня 2024 року журнал Challenges and Issues of Modern Science включено до Реєстру суб’єктів у сфері медіа як електронне періодичне багатомовне академічне видання, науковий журнал. Ідентифікатор медіа: R40-05435. Журнал включено до Реєстру наукових видань України (ІАС «Українська наукова періодика») 18 листопада 2024 року, який розроблений УкрІНТЕІ.

## Історія
У грудні 2022 року Дніпровський національний університет імені Олеся Гончара ініціював організацію першої наукової конференції Challenges and Issues of Modern Science, яка відбулася на базі фізико-технічного факультету в травні 2023 року відповідно до щорічного плану Міністерства освіти і науки України щодо проведення наукових конференцій з проблем вищої освіти і науки в системі Міністерства освіти і науки України. У червні 2023 року було опубліковано перший випуск статей за результатами конференції, який отримав однойменну назву Challenges and Issues of Modern Science.
Після другої конференції Challenges and Issues of Modern Science, проведеної у травні 2024 року, Дніпровський національний університет імені Олеся Гончара подав офіційну заяву до Національної ради України з питань телебачення і радіомовлення із проханням зареєструвати Challenges and Issues of Modern Science як науковий електронний журнал. У листопаді 2024 року журналу було присвоєно ISSN, а періодичність публікації випусків встановлено як раз на пів року.
Станом на 1 листопада 2024 року відповідно до Реєстру суб’єктів у сфері медіа Дніпровський національний університет імені Олеся Гончара випускає 28 наукових періодичних видань. Журнал Challenges and Issues of Modern Science — це єдине видання із зареєстрованих, яке не передбачає випуск друкованої версії, та є виключно "Онлайн-медіа", що дозволяє уникнути витрат на друкування.

## Розділи журналу
Журнал Challenges and Issues of Modern Science присвячений поглибленому дослідженню сучасних тенденцій та глобальних викликів у науковій сфері. Статті в цьому виданні відображають спільну роботу експертів, дослідників і практиків з різних дисциплін, що об’єднали свої зусилля для вирішення складних проблем, з якими стикається сучасна наука. Завдяки всебічному аналізу, емпіричним дослідженням та теоретичним підходам, ці матеріали спрямовані на те, щоб пролити світло на новітні тенденції, запропонувати інноваційні рішення та сприяти діалогу з ключових питань, які формують майбутнє науки і техніки. Охоплюючи останні наукові досягнення та ідеї, матеріали журналу стають цінним ресурсом для науковців і професіоналів, сприяючи розвитку знань та їх застосуванню.

### Aerospace Vehicles(укр.Літальні апарати).
Розділ присвячений публікації досліджень, спрямованих на розвиток аерокосмічної інженерії, зокрема літаків, гелікоптерів, безпілотних комплексів, ракетно-космічної техніки та інших літальних апаратів. Основна увага зосереджена на механічній інженерії, включаючи вдосконалення аеродинамічних характеристик, оптимізацію конструкційної міцності, підвищення надійності та експлуатаційних параметрів систем. Окреме місце займають питання авіоніки, пов’язані з механічними аспектами, зокрема конструкцією та динамікою рухомих елементів, інтеграцією сенсорних систем, а також забезпеченням стійкості та керованості літальних апаратів. З огляду на комплексність сучасних аерокосмічних технологій, у розділі також вітаються міждисциплінарні дослідження, що інтегрують прикладну механіку, матеріалознавство, галузеве машинобудування, а також новітні підходи у цифровому моделюванні та програмному забезпеченні для проєктування, інженерного аналізу й випробувань. Представлені роботи сприяють впровадженню інновацій та розширенню наукових і практичних підходів у розробці та вдосконаленні літальних апаратів.

### Engines, Energy and Thermotechnics(укр.Двигуни, енергетика й теплотехніка).
Розділ присвячений публікаціям, що сприяють розвитку енергетичних технологій, зокрема в галузі електроенергетики, теплоенергетики та відновлювальних джерел енергії. Важлива увага приділяється дослідженням, які стосуються покращення ефективності енергетичних систем, зокрема вдосконалення процесів генерації, передачі та зберігання енергії. Окремо висвітлюються питання, пов’язані з інтеграцією відновлювальних джерел енергії в енергосистеми, зокрема використання сонячної, вітрової енергії та гідроенергетики. У розділі також розглядаються питання, що стосуються розвитку двигунів для авіаційної та ракетно-космічної техніки, зокрема ракетних двигунів і двигунних установок для літальних апаратів, а також авіоніки, що забезпечує керування цими системами. Вітаються міждисциплінарні дослідження, що охоплюють енергетичну інженерію, механіку, електромеханіку, а також цифрові технології для оптимізації енергетичних процесів, розробки новітніх енергетичних установок і систем управління. Роботи, представлені у розділі, сприяють інноваціям та розвитку технологій у галузях енергетики та аерокосмічної інженерії.

### Innovative Technologies in Mechanical Engineering(укр.Інноваційні технології в машинобудуванні).
Розділ присвячено актуальним проблемам та інноваційним підходам у різних сферах виробництва, що відповідають сучасним викликам машинобудування як комплексної наукової дисципліни в умовах діджиталізації. Зокрема, наголошується на інтеграції цифрових технологій, штучного інтелекту та комп’ютерного моделювання в процеси проєктування, аналізу та управління виробництвом, що забезпечують підвищення якості, надійності та економічної ефективності виробничих систем, а також сприяють гнучкості виробництва і конкурентоспроможності продукції. Вітається акцент на синергії традиційних механічних підходів із сучасними цифровими рішеннями, що забезпечує створення інтелектуальних систем автоматизації та робототехніки. Представлені дослідження спрямовані на розв’язання комплексних завдань з оптимізації технологічних ланцюгів, контролю якості та управління життєвим циклом продукції, що мають стратегічне значення для подальшого розвитку галузі.

### Structural and Functional Materials(укр.Конструкційні та функціональні матеріали).
Розділ спрямований на публікацію досліджень, присвячених вивченню структурних та функціональних властивостей матеріалів з урахуванням сучасних міждисциплінарних підходів у галузі матеріалознавства. Представлені роботи охоплюють як фундаментальні, так і прикладні аспекти синтезу, обробки та модифікації матеріалів, дослідження кореляції між мікроструктурою та макроскопічними характеристиками, а також оптимізацію конструкційних параметрів для забезпечення високої надійності та функціональності в умовах експлуатації. Акцент робиться на розробці матеріалів, що відповідають вимогам інженерних, виробничих та будівельних технологій, зокрема з використанням сучасних цифрових методів моделювання та адитивних технологій. Розділ інтегрує знання з механіки, термодинаміки, хімії твердого тіла та суміжних галузей з метою впровадження інноваційних рішень у галузь матеріалознавства.

### Integrated Automation Technologies and Robotics(укр.Автоматизація, комп’ютерно-інтегровані технології та робототехніка).
Розділ зосереджений на дослідженнях у сфері автоматизації, комп’ютерно-інтегрованих технологій і робототехніки, охоплюючи розробку програмного забезпечення, інтелектуальних систем управління та механічних компонентів автоматизованих і роботизованих комплексів. Представлені роботи включають аналіз методів і алгоритмів для оптимізації виробничих процесів, інтеграцію штучного інтелекту та машинного навчання у керування технічними системами, моделювання і цифровий дизайн мехатронічних і роботизованих систем. Особлива увага приділяється інженерним підходам до розробки сенсорних технологій, кіберфізичних систем, адаптивних механізмів та систем автоматичного керування. Розділ поєднує міждисциплінарні дослідження у галузях програмної інженерії, механіки, електроніки та виробничих технологій, сприяючи впровадженню інноваційних рішень в автоматизоване та роботизоване виробництво.

### Control Systems, Telecommunications and Navigation(укр.Системи керування, телекомунікації та навігації).
Сучасні дослідження в галузі управління, телекомунікацій та навігації спрямовані на розробку інтегрованих рішень, що враховують виклики цифрової трансформації та високошвидкісних комунікаційних мереж. Аналізуються інноваційні алгоритми автоматизованого керування, системи обміну даними з використанням технологій 5G, супутникових комунікацій та методи забезпечення мережевої безпеки, а також адаптивні навігаційні підходи для точного позиціонування в умовах мінливих середовищ. Інтердисциплінарна інтеграція сучасних досягнень у галузях програмної інженерії, інформаційних систем, автоматизації та аерокосмічних технологій сприяє створенню ефективних систем управління для застосувань у військовій та цивільній авіації, автомобілебудуванні, суднобудуванні та суміжних галузях.

### Information Technology and Cybersecurity(укр.Інформаційні технології та кібербезпека).
Розділ спрямовано на публікацію міждисциплінарних досліджень, які інтегрують сучасні досягнення у розробці програмного забезпечення, управлінні інформаційними системами та захисті даних. Роботи охоплюють як фундаментальні аспекти створення високоефективних додатків і оптимізації баз даних, так і розробку інноваційних підходів у сфері мережевого адміністрування та кібербезпеки. Особлива увага приділяється технологіям хмарних обчислень, організації віддалених робочих процесів та інтеграції Інтернету речей для забезпечення безпеки інформаційних потоків у умовах цифрової трансформації. Сучасні методи штучного інтелекту та машинного навчання застосовуються для аналізу кіберзагроз, розробки систем моніторингу та запобігання інцидентам, що сприяє створенню надійних інформаційних середовищ у глобальному масштабі.

### Project Management and Leadership(укр.Управління проєктами та лідерство).
Сучасні дослідження в галузі управління проєктами та лідерства зосереджені на розробці стратегій адаптивного керування, що враховують складність сучасного бізнес-середовища, динаміку ринкових ризиків та виклики цифрової трансформації. Аналізуються ефективні підходи до стратегічного планування, фінансового управління, оцінки ризиків та прийняття рішень у складних умовах невизначеності. Значна увага приділяється дослідженню лідерських моделей, корпоративного управління, інноваційних практик менеджменту та маркетингових стратегій, які сприяють сталому розвитку організацій. Інтеграція міждисциплінарних підходів дозволяє оцінити взаємозв’язок між управлінням проєктами, фінансами та бізнес-стратегіями, що є ключовим для успішного функціонування компаній у глобальній економіці.

### Market Synergy(укр. Синергія ринків)
Розділ орієнтований на публікацію міждисциплінарних досліджень, що інтегрують економічну теорію з практикою торговельної діяльності, враховуючи сучасні підходи до менеджменту, маркетингу та діджиталізації в умовах транснаціональних процесів, що впливають на економіку, торгівлю та суспільство в цілому. Представлені роботи спрямовані на розробку методологій аналізу та прогнозування ринку в контексті сталого розвитку, впровадження екологічно чистих технологій, що набуває особливої актуальності для прийняття стратегічних рішень у бізнесі, фінансах, логістиці та суміжних галузях. Синергія економічних процесів із цифровими інструментами, інформаційними системами, автоматизованими рішеннями та інженерними підходами відкриває нові перспективи для міждисциплінарних досліджень і практичної реалізації інноваційних розробок.

### Ecology, industrial and environmental safety(укр.Екологія, охорона праці та екологічна безпека).
Сучасні дослідження в галузі екології, промислової та техногенної безпеки спрямовані на розробку інноваційних екологічних технологій, оцінку впливу промислового виробництва на довкілля, а також формування стратегії сталого розвитку. Значна увага приділяється методам запобігання екологічним ризикам, комплексній переробці промислових відходів, технологіям вторинного використання ресурсів та застосуванню екологічно безпечних матеріалів. Аналізуються питання моніторингу стану довкілля, екологічного аудиту та оцінки техногенних ризиків. Досліджуються також аспекти управління безпекою праці та консультативні підходи до зниження ризиків у сфері промислової екології. Інтеграція сучасних екологічних стандартів і технологій сприяє мінімізації негативного впливу людської діяльності та забезпеченню екологічної безпеки промислових об’єктів.

## Індексування журналу
Станом на 22 лютого 2025 року журнал Challenges and Issues of Modern Science індексується, реферується або архівується зокрема на таких ресурсах:
- DOAJ: Directory of Open Access Journals[16],
- ROAD: Directory of Open Access Scholarly Resources[5],
- WorldCat[17],
- ERIH PLUS: European Reference Index for the Humanities[18],
- BASE: Bielefeld Academic Search Engine[19],
- Google Scholar[20],
- SUDOC: Système universitaire de documentation[21],
- CORE[en]: COnnecting REpositories[22],
- OpenAIRE: Open Access Infrastructure for Research in Europe Data Source[23],
- OurResearch Unpaywall[24],
- Index Copernicus (ICI Journals Master List / ICI World of Journals)[25],
- جامعة الإمام محمد بن سعود الإسلامية[26],
- ResearchBib Academic Recourse Index[27],
- Jisc Open policy finder (Formerly Sherpa/RoMEO)[28],
- ASCI (Asian Science Citation Index)[29],
- EuroPub Directory of Academic and Scientific Journals[30],
- Fischer | Data Science MDB[31],
- OAJIF (Open Access Journals Impact Factor)[32],
- Simon Fraser University Library Catalogue[33],
- Наукова періодика України: Національна бібліотека України імені В. І. Вернадського[34],
- Національний репозитарій академічних текстів[35],
- Електронний каталог Наукової бібліотеки Дніпровського національного університету імені Олеся Гончара[36].